# 統一國民陣線
爭取善政統一國民陣線（羅馬化：Eksath Yahapalana Jathika Peramuna，縮寫為UNFGG），初稱统一国民陣線（缩写为UNF），是斯里蘭卡一個已不存在的政党联盟，由统一国民党牽頭成立，陣線現時有7個黨成員，包括最大的穆斯林政黨斯里蘭卡穆斯林代表大會和僧伽羅民族主義政黨國家遺產黨。
爭取善政統一國民陣線是斯里蘭卡議會中最大的政治势力。另外，统一国民党正考慮成立「全國民主陣線」，以此身份參加未來的選舉。

## 歷史

### 統一國民陣線（2001年—2015年）
2001年斯里兰卡议会选举前夕，全國統一陣線以政治聯盟身份成立，反對時任總統钱德里卡·班达拉奈克·库马拉通加領導的斯里兰卡自由党和人民聯盟。創始政黨成員包括统一国民党、錫蘭工人代表大會、斯里蘭卡穆斯林代表大會和西民陣線。聯盟最終奪得议会的109席，勝出當屆议会選舉，但距離半數門檻仍欠4席。2003年10月，總統库马拉通加宣布進入緊急狀態，並任命自由黨黨員成為三個重要的內閣閣員，全國統一陣線的政府自此停滯不前。
库马拉通加又批評屬於全國統一陣線的總理拉尼尔·维克勒马辛哈對打擊泰米尔伊拉姆猛虎解放组织態度軟弱，並承諾會採取更強硬措施。至於「陣線」則強調停火帶來的經濟利益，以及從談判尋找解決內戰的出路。最終，總統解散议会，提前大選。新組成的统一人民自由联盟取代全國統一陣線，成為執政黨派。2006年，錫蘭工人代表大會退出「陣線」，加入「联盟」。
自由黨領導的统一人民自由联盟再次在2010年斯里兰卡议会选举與全國統一陣線碰頭，最終「陣線」僅得票29.34%、225席中控制60席。選後，斯里蘭卡穆斯林代表大會倒戈，轉投「联盟」。

### 爭取善政統一國民陣線（2015年至今）
及後數場選舉中，統一國民黨都與少數民族政黨組成聯盟，但為數不少的政黨在選後都轉投统一人民自由联盟。2015年總統選舉過後，統一國民黨再次成立全國統一陣線，遏止落選總統的马欣达·拉贾帕克萨重新崛起。是次組成的聯盟獲得了不少政黨支持，包括國家遺產黨、斯里蘭卡穆斯林代表大會、泰米爾民族聯盟等等，並共同支持邁特里帕拉·西里塞納。2015年斯里蘭卡议会選舉舉行前，統一國民黨表示會自行參選，但及後改變取態，決定與數個細小政黨組成聯盟，斯里蘭卡穆斯林代表大會和泰米爾進步聯盟都成為聯盟一員。2015年7月12日，統一國民黨、斯里蘭卡穆斯林代表大會、泰米爾進步聯盟，與自由黨黨內反拉贾帕克萨黨員及退出统一人民自由联盟的國家遺產黨，組成全國善政統一陣線，競逐議會選舉議席。錫蘭全國穆斯林代表大會亦連同全國善政統一陣線，共同作戰。雖然總統承諾保持政治中立，但外界相信全國善政統一陣線獲得總統西里塞納的私底下支持。2016年2月3日，陸軍元帥薩拉斯·豐塞卡領導的民主黨與總理拉尼爾·維克勒馬辛哈簽署諒解備忘錄，正式加入全國統一陣線。
全國善政統一陣線其後正式登記成為政黨，並以鑽石為標記。雖然「陣線」以統一國民黨之名和大象的記號參選，陣線秘書長杉皮加·溫雅獲嘉表示國家遺產黨將可以在選舉過後，恢復使用他們的名義和海螺標記。
選舉結果顯示，全國善政統一陣線奪得45.66%選票和106席；统一人民自由联盟則奪得42.38%和95席，拉贾帕克萨旋即承認落敗，未能拜相。2015年8月20日，自由黨中央委員會同意與統一國民黨合組政府兩年。維克勒馬辛哈在翌日宣誓就職。宣誓過後，自由黨秘書長杜明達·迪薩納亞克和統一國民黨秘書長卡比爾·哈辛馬上簽署諒解備忘錄，意味兩黨正式合作。

## 成員
| 政黨                           | 政黨                           | 時期           | 全國統一陣線 | 全國善政統一陣線 |
| ------------------------------ | ------------------------------ | -------------- | ------------ | ---------------- |
| 统一国民党                     | 统一国民党                     | 2001年－       | check        | check            |
| 錫蘭工人代表大會               | 錫蘭工人代表大會               | 2001年－2004年 | check        |                  |
| 斯里蘭卡穆斯林代表大會         | 斯里蘭卡穆斯林代表大會         | 2001年         | check        | check            |
| 公民陣線                       | 公民陣線                       | 2010年－2015年 | check        |                  |
| 錫蘭全國穆斯林代表大會         | 錫蘭全國穆斯林代表大會         | 2015年－       |              | check            |
| 民主民族運動                   | 民主民族運動                   | 2015年－       |              | Y [ 45 ] [ 46 ]  |
| 民主黨                         | 民主黨                         | 2016年－       |              | check            |
| 國家遺產黨                     | 國家遺產黨                     | 2015年－       |              | check            |
| 穆斯林泰米爾民族聯盟           | 穆斯林泰米爾民族聯盟           | 2015年－       |              | check            |
| 全國善政陣線                   | 全國善政陣線                   | 2015年－       |              | check            |
| 泰米爾進步聯盟                 | 泰米爾進步聯盟                 | 2015年－       |              | check            |
| 🡦                              | 民主人民陣線                   | 2001年－       | check        | check            |
| 🡦                              | 全國工人聯合會                 | 2010年－       | check        | check            |
| 🡦                              | Up-Country People's Front      | 2001年－       | check        | check            |
| 聯合左派陣線                   | 聯合左派陣線                   | 2015年－       |              | check            |
| 斯里兰卡自由党反拉贾帕克萨派系 | 斯里兰卡自由党反拉贾帕克萨派系 | 2015年－       |              | check            |

## 選舉歷史
| 選舉年份 | 得票      | 得票率 | 贏得議席  | +/–  | 結果   |
| -------- | --------- | ------ | --------- | ---- | ------ |
| 2001     | 4,086,026 | 45.62% | 109 / 225 | ━ 0  | 執政派 |
| 2004     | 3,504,200 | 37.83% | 82 / 225  | ▼ 27 | 反對派 |
| 2010     | 2,357,057 | 29.34% | 60 / 225  | ▼ 22 | 反對派 |
| 2015     | 5,098,916 | 45.66% | 106 / 225 | ▲ 49 | 執政派 |

## 領導人
| 姓名                | 肖像 | 省份   | 在任時間   | 最高官職 |
| ------------------- | ---- | ------ | ---------- | -------- |
| 拉尼尔·维克勒马辛哈 |      | 西部省 | 2001年至今 | 总理     |

| 姓名            | 肖像 | 省份   | 在任時間   | 最高官職 |
| --------------- | ---- | ------ | ---------- | -------- |
| 杉皮加·溫雅獲嘉 |      | 西部省 | 2015年至今 | 部長     |

## 備註
1. ↑  2015年至2018年期間為民族團結政府